# Cantonul La Haye-du-Puits
Cantonul La Haye-du-Puits este un canton din arondismentul Coutances, departamentul Manche, regiunea Basse-Normandie, Franța.

## Comune
- Appeville
- Baudreville
- Bolleville
- Canville-la-Rocque
- Coigny
- Cretteville
- Denneville
- Doville
- Glatigny
- La Haye-du-Puits (reședință)
- Houtteville
- Lithaire
- Mobecq
- Montgardon
- Neufmesnil
- Prétot-Sainte-Suzanne
- Saint-Nicolas-de-Pierrepont
- Saint-Rémy-des-Landes
- Saint-Sauveur-de-Pierrepont
- Saint-Symphorien-le-Valois
- Surville
- Varenguebec
- Vesly (parțial)
- Vindefontaine